# William Bianda
William Ludovic Brandon Bianda (Suresnes, 30 de abril de 2000) es un futbolista francés. Juega de defensa y su equipo es el Stade Laval de la Ligue 2.

## Trayectoria
Bianda comenzó su carrera deportiva en el R. C. Lens de la Ligue 2 francesa, debutando como profesional el 9 de diciembre de 2017 frente al París Football Club.
El 27 de junio de 2018 la A. S. Roma anunció su fichaje por 6 millones de euros, más 5 millones en variables.
En 2020 se marchó cedido al SV Zulte Waregem de la Primera División de Bélgica, en busca de los minutos que no tuvo en la Roma. Al año siguiente volvió a ser cedido, en esta ocasión al A. S. Nancy-Lorraine.
En febrero de 2024 fichó por el Standard de Lieja para jugar en su filial. Allí completó la temporada y en julio se unió al Stade Laval con un contrato hasta 2027.

## Selección nacional
Bianda fue internacional sub-16, sub-17 y sub-18 con la selección de fútbol de Francia, y en la actualidad es internacional sub-19.

## Clubes
| Club                          | País    | Año       |
| ----------------------------- | ------- | --------- |
| R. C. Lens                    | Francia | 2017-2018 |
| A. S. Roma                    | Italia  | 2018-2023 |
| Zulte Waregem (cedido)        | Bélgica | 2020-2021 |
| A. S. Nancy-Lorraine (cedido) | Francia | 2021-2022 |
| SL16 FC                       | Bélgica | 2024      |
| Stade Laval                   | Francia | 2024-     |